# Batalla de Al-Haffah
La batalla de Al-Haffah (en árabe, معركة الحفة) fue una batalla entre el ejército sirio y el Ejército Libre Sirio (ELS) en la Gobernación de Latakia, principalmente en el área alrededor de la ciudad de Al-Haffah. La batalla resultó en el derrocamiento de los rebeldes de Al-Haffah.

## Antecedentes
Haffah es una ciudad musulmana sunita que se encuentra en las estribaciones de las montañas costeras que forman el corazón de la secta Alawi Assad. Se encuentra estratégicamente ubicado cerca de la ciudad portuaria de Latakia, así como, en la frontera con Turquía, que ha sido utilizada por los rebeldes para el contrabando de personas y suministros.

## Batalla

### Captura de los rebeldes de Al-Haffah
Los combates comenzaron el 5 de junio de 2012, en Al-Haffah, cuando una gran concentración del ELS rebeldes atacaron y capturaron comisarías de la ciudad. Poco después, las fuerzas leales al gobierno rodearon la urbe y comenzaron un ataque. La oposición se cobró al menos cinco tanques del gobierno y varios vehículos blindados fueron destruidos en los combates. Los enfrentamientos también se esparcieron a los pueblos cercanos de Bakas, Shirqaq, Babna, Al-Jankil, y Al-Dafil.

### Contraataque del Ejército
La lucha continuó hasta el día siguiente con las fuerzas gubernamentales bombardeo del pueblo de Shirqaq y continúe el asalto Al-Haffah, donde los tanques y los helicópteros se unieron a la lucha. Los helicópteros bombardearon posiciones rebeldes sospechosos. En el primer día de la batalla murieron 33 personas: 22 soldados, 9 rebeldes y dos civiles. En el segundo día siete personas murieron debido a los bombardeos, entre ellos un combatiente rebelde. El 7 de junio, un número de rebeldes se retiraron de Al-Haffah a la zona de al-Gheba bajo fuego helicóptero pesado, pero no antes de que liberó a varios presos, secuestró a varios agentes de policía y arrasaron la estación de policía local y de las oficinas de la policía secreta.
Refuerzos de tropas del Ejército llegaron a la zona el 10 de junio, y los militares continuaron bombardeando la ciudad y los pueblos de los alrededores para un sexto día consecutivo. La mayor parte de los rebeldes se retiraron a la zona que rodea montañoso alrededor de Al-Haffah, que es un enclave suní, y se atrincheraron. Al día siguiente, el gobierno de EE. UU. informó que temía que el gobierno sirio estaba planeando un nuevo masacre de al-Haffah, donde los combates habían matado a 68 soldados, 29 civiles y 23 combatientes rebeldes. La ciudad siguió sufriendo intensos bombardeos del ejército. El ELS informó el mismo día en que se habían trasladado civiles del centro de la ciudad para protegerlos, pero hasta los alrededores fueron bombardeados con el tiempo. 

### El Ejército retoma la ciudad
El 12 de junio, los militares capturados al-Haffah y los 200 combatientes remanentes del ELS bajo intenso bombardeo por las fuerzas del gobierno se retiraron de la ciudad. Los rebeldes se informó que se han retirado a Turquía. El ELS llamó a una retirada táctica para evitar la muerte de más civiles. Los rebeldes afirmaron que un fuerte bombardeo de la ciudad había causado daños importantes a la infraestructura de la zona y la escasez de agua y electricidad. Además, la declaración del ELS dijo que la retirada de la ciudad y sus suburbios era evitar otra "masacre" y se dieron órdenes según se informa a los combatientes del ELS para evacuar a los civiles heridos y muertos, que incluían mujeres y niños. 

## Consecuencias
Después de la batalla, los monitores de la ONU sintieron el «olor de la muerte», al entrar en la ciudad abandonada de al-Haffah, que había sido bombardeada durante ocho días consecutivos. Los observadores de la ONU encontraron la ciudad suní completamente abandonada, con restos de automóviles quemados, y al menos un cuerpo carbonizado en una calle.